# 外山大輔
外山 大輔（とやま だいすけ、1979年2月19日 - ）は、日本のソングライター、編曲家、ギタリスト。ロックバンド・KILLING SKILL 48（活動休止中）、elrevigのギター。

## 人物
主にAKB48グループを中心に楽曲提供を行っている。
2017年2月28日には自身がプロデュースするAKB48「ミネルヴァよ、風を起こせ」公演が始まった。
その他にも様々なインディーズアイドルへの楽曲提供やプロデュースをおこなっている。

## 提供作品
AKB48グループ
- AKB48
  - 泣き言タイム（作曲・共編曲）（編曲はNINOと共作）
  - あれから僕は勉強が手につかない（作曲）
  - 混ざり合うもの（共作曲）（谷村庸平と共作）
  - 夢へのルート（作曲）
  - ハッピーエンド（作曲）
  - Better（作曲・編曲）
  - 奇跡のドア（作曲）
  - 君は僕の風（作曲）
  - 青春 ダ・カーポ（作曲）
- SKE48
  - 12月のカンガルー（作曲）
  - 望遠鏡のない天文台（作曲）
- NMB48
  - しがみついた青春（作曲）
  - フェリー（作曲）
  - 最後の五尺玉（作曲）
- HKT48
  - 大人列車（作曲）
  - 黄昏のタンデム（作曲・編曲）
  - Make noise（作曲）
  - 恋するRibbon!（共作詞・共作曲・共編曲）（作詞は田中菜津美・福田貴訓、作曲は坂本愛玲菜・福田、編曲は福田と共作）
  - わたしのふるさと（編曲）
  - 大人列車はどこを走ってるのか?（共作曲）（Dr.Lilcomと共作）
  - そういうことFebruary（作曲・編曲）
- ラブ・クレッシェンド
  - コップの中の木漏れ日（作曲）
- fairy w!nk
  - 天使はどこにいる?（作曲）
- NGT48
  - 嫌いなのかもしれない（共作曲）（Dr.Lilcomと共作）

DESURABBITS
- でも、逃げんな（作曲）
- 東京の隙間（作曲）
- 一瞬で（作曲・共編曲）

乃木坂46
- 醜い私（作曲）
- 届かなくたって…（作曲・編曲）

CUPIDOLIC
- KOIHANABI（作詞・作曲・編曲）
- SOULMATE（作詞・作曲・編曲）
- YOUR VOICE（作詞・作曲・編曲）

BEQUASTELLA
- Overture（作曲・編曲）
- 夜空の物語（作曲・編曲）
- もっとずっと（作曲・編曲）
- いつの日にか（作曲・編曲）
- 夢の中で（作曲・編曲）
- 煌めく流星群（作曲・編曲）

ブルーなままで
- ラストサマー（作詞・作曲・編曲）
- 冷たいキスを残して（作詞・作曲・編曲）
- 君のことを知らない（作詞・作曲・編曲）
- いつか描いた夢（作詞・作曲・編曲）
- 未来時計（作詞・作曲・編曲）
- 蒼いインク（作詞・作曲・編曲）

LOVE CCiNO
- 群青ラプソディー（作詞・作曲・編曲）
- 渚の恋するマーメイド（作詞・作曲・編曲）
- 君色カプチーノ（作詞・作曲・編曲）
- 僕じゃダメか？（作詞・作曲・編曲）
- Glory（作曲・編曲）（作詞：ヲタル）
- 届け！大好き（作詞・作曲・編曲）
- 占いなんて信じない（作詞・作曲・編曲）
- 君に出会わなかったら（作詞・作曲・編曲）
- こんなハズじゃなかった（作詞・作曲・編曲）

MERRY BAD END
- Diamond Ain't Break Down（作詞・作曲・編曲）
- Heavensfall（作詞・作曲・編曲）
- Astra（作詞・作曲・編曲）
- Now And Forever（作詞・作曲・編曲）
- King For A Day（作詞・作曲・編曲）
- Forget Me Not（作詞・作曲・編曲）
- 螺旋エントロピー（作詞・作曲・編曲）